# Михе, Антонио
Антонио Михе Гарсия (исп. Antonio Mije García; 24 сентября 1905, Севилья — 1976, Париж) — испанский политический и профсоюзный деятель. Член Коммунистической партии Испании.
Булочник по профессии, Михе вступил в Коммунистическую партию Испании в 1926 году и проявил себя в деле организации коммунистической ячейки в Севилье. В феврале 1932 года вошёл в состав ЦК КПИ. С октября 1932 года состоял в политбюро партии и секретариата КПИ. В 1930—1933 годах занимал должность генерального секретаря регионального союза профсоюзов Андалусии. В 1933—1935 годах находился в должности генерального секретаря Всеобщей унитарной конфедерации труда. Во время Гражданской войны в Испании 1936-39 годов служил заместителем генерального комиссара Республиканской армии и военным комиссаром хунты обороны Мадрида. После поражения республиканцев был вынужден бежать во Францию, затем в Мексику. Впоследствии вернулся во Францию, где и умер.